# Bnej Moše
Bnej Moše (hebrejsky בני משה‎, doslova Synové Mojžíše) byla židovská sionistická organizace v Ruské říši a turecké Palestině.
Založil ji roku 1893 v Jaffě Achad ha-Am jako tajnou společnost organizovanou po vzoru svobodných zednářů. Byla napojena na dřívější sionistickou organizaci Chovevej Cijon. Jejím cílem bylo přetvořit Chovevej Cijon na akceschopnější těleso zaměřené na podporu hebrejštiny a židovského kulturního obrození. Členská základna organizace nikdy nepřekročila 160 osob. Mezi členy organizace byli ale mnozí pozdější významní sionističtí aktivisté, kteří se podíleli na budování židovské komunity v turecké a mandátní Palestině. Například Chajim Kalwarijski-Margalijot.